# Alfred Post (Hochschulmanager)
Alfred Post (* 24. August 1942 in Wesel; † 18. Oktober 2005 in Dresden) war ein deutscher Hochschulmanager. Er war von 1991 bis zu seinem Tod Kanzler der Technischen Universität Dresden.

## Leben
Nach der Schulzeit und dem Abitur am Staatlichen alt- und neusprachliches Gymnasium Wesel machte Alfred Post zunächst eine Lehre als Bankkaufmann. Nach dem Wehrdienst war er von 1965 bis 1969 Geschäftsführer eines Großhandelsunternehmens. Von 1969 bis 1974 studierte er Rechtswissenschaften an der Humboldt-Universität in Berlin, der Ludwig-Maximilians-Universität in München und der Westfälischen Wilhelms-Universität in Münster. Zunächst war Post als Rechtsanwalt tätig. 1976 begann er seine Hochschulkarriere an der Universität-Gesamthochschule Essen als Dezernent für Personal und Organisation sowie stellvertretender Kanzler. 
Nach der deutschen Wiedervereinigung trat Post 1991 die neugeschaffene Stelle des Kanzlers an der Technischen Universität Dresden an. Er schlug 2001 das Angebot aus, Direktor des Sächsischen Landtages zu werden. 2004 wurde Post Sprecher der Kanzler der Hochschulen in Sachsen, Thüringen und Sachsen-Anhalt. 
An der TU Dresden leitete er die notwendige strukturelle Erneuerung ein und trug dazu bei, dass die TU Dresden Reformuniversität des Stifterverbandes für die Deutsche Wissenschaft wurde. Post setzte sich stark für Aus- und Neubau der Gebäude der Universität ein. 1991 wurde von ihm die „Gesellschaft von Freunden und Förderern der TU Dresden“ wiedergegründet. Alfred Post war langjähriges Mitglied des Präsidiums des Europäischen Instituts für postgraduale Bildung an der TU Dresden e. V. (EIPOS) und engagierte sich so für die postgraduale universitäre Weiterbildung. Er war zudem in der Initiative „Dresden – Stadt der Wissenschaft 2006“ aktiv.
Post wurde 2004 als „Innovativster Kanzler der Dekade“ der deutschen Hochschulen durch das Centrum für Hochschulentwicklung (CHE) mit einem CHEmpion ausgezeichnet. Im November 2012 wurde ein Hörsaal im Hörsaalzentrum der TU Dresden nach ihm benannt.

## Schriften
- Das Nebentätigkeitsrecht der Professoren und des übrigen wissenschaftlichen und künstlerischen Hochschulpersonals in Nordrhein-Westfalen. Deutscher Hochschulverband, Bad Godesberg 1990.
- (Hrsg.): Stiftungsuniversität Technische Universität Dresden. Zur Struktur von Universität und Hochschulmedizin in Dresden. TUDpress, Dresden 2005, ISBN 3-938-86323-4.